# Yoann Le Couster
Yoann Le Couster, né le 19 septembre 1991 à Clichy, est un spécialiste français de l'escalade de vitesse.
Il est champion de France junior 2010 et deuxième de la Coupe d’Europe junior en 2010.
Il est champion de France senior 2012 à Arnas
Il est champion de France senior 2014 à Massy
Il est champion de France senior sur voie classique en 2015 à Voiron

## Palmarès

### Championnats du monde
- 9e Championnat du Monde de vitesse Junior 2010
- 8e Championnat du Monde de vitesse Junior 2009

### Masters Internationaux
- International Meiterschaft Speed 2014 à Munich (GER)
- European Youth Bouldering Competition junior 2009 à l'Argentière la Bessée (FRA)

### Championnats de France
- Championnat de France d'escalade de vitesse voie classique 2015 à Voiron
- Championnat de France d'escalade de vitesse voie record 2015 à Voiron
- Champion de France d'escalade de vitesse 2014 à Massy
- Vice-Champion de France d'escalade du combiné 2014 à Gémozac
- Championnat de France d'escalade de vitesse 2013 à Niort
- Champion de France d'escalade de vitesse 2012 à Arnas
- Champion de France d'escalade de vitesse junior 2010 à Pont-Audemer
- Championnat de France d'escalade de vitesse junior 2009 à Echirolles